# Salto São Francisco
El salto São Francisco es la cascada más grande del sur de Brasil y una de los más grandes del país. La caída se encuentra en la región de la triple frontera entre las ciudades de Guarapuava, Prudentópolis y Nublado, en el estado de Paraná, dentro del Área de Preservación Ambiental de la Sierra de la Esperanza. En la región que pertenece al municipio de Guarapuava fue creada recientemente por la prefectura el Parque Municipal São Francisco da Esperança, con senderos y vistas panorámicas del salto. Tiene aproximadamente 196 metros de caída libre, lo que equivale a un edificio de 60 pisos, una caída en la que el agua se convierte en vapor antes de tocar el suelo.